# غويجة بايين (مقاطعة دلفان)
غويجة بايين (بالفارسية: گویژه پایین) هي قرية تقع في قسم كاكاوند الغربي الريفي (مقاطعة دلفان) في إيران.